# Дудинская (Вологодская область)
Дудинская — деревня в Вытегорском районе Вологодской области.
Входит в состав Кемского сельского поселения, с точки зрения административно-территориального деления — в Кемский сельсовет.

## География
Расстояние по автодороге до районного центра Вытегры — 138,5 км.
Проходит железная дорога, остановочный пункт 588 км

## Население
| 2002 | 2010 |
| ---- | ---- |
| 0    | →0   |

В реестр населённых пунктов в 1999 году была внесена под названием Дудинское. Изменение в реестр внесено в 2001 году.